# Václav Písař
Václav Písař, vlastním jménem Václav Kopista (14. srpna 1899 Praha – 2. února 1982 Vodňany) byl český spisovatel.

## Život
Vystudoval práva na Univerzitě Karlově v Praze. Povoláním byl advokát. Začátkem 50. let 20. století byl vyškrtnut z advokacie a věnoval se psaní historických románů.

## Dílo
- Zlatá stezka – historcký román z 1. poloviny 15. století[4]
- Trojí kříž – volné pokračování románu Zlatá stezka
- Zelený kádr – novela o konci války na jihu Čech
- Selská kronika – román z napoleonské doby
- Prokopova zkouška – ústřední postavou knihy je Prokop Holý
- Na Zlaté stezce – veršovaná divadelní hra